# Ibis Budget

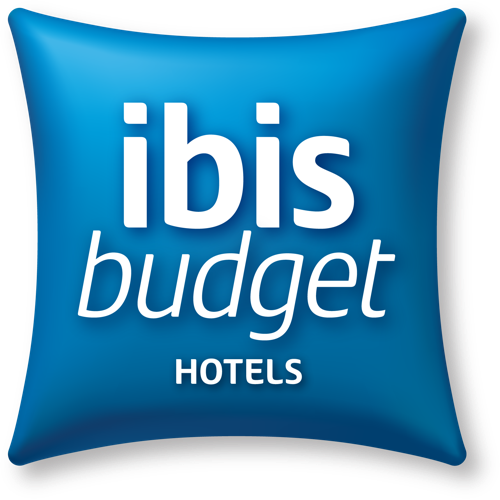
Logo Ibis Budget

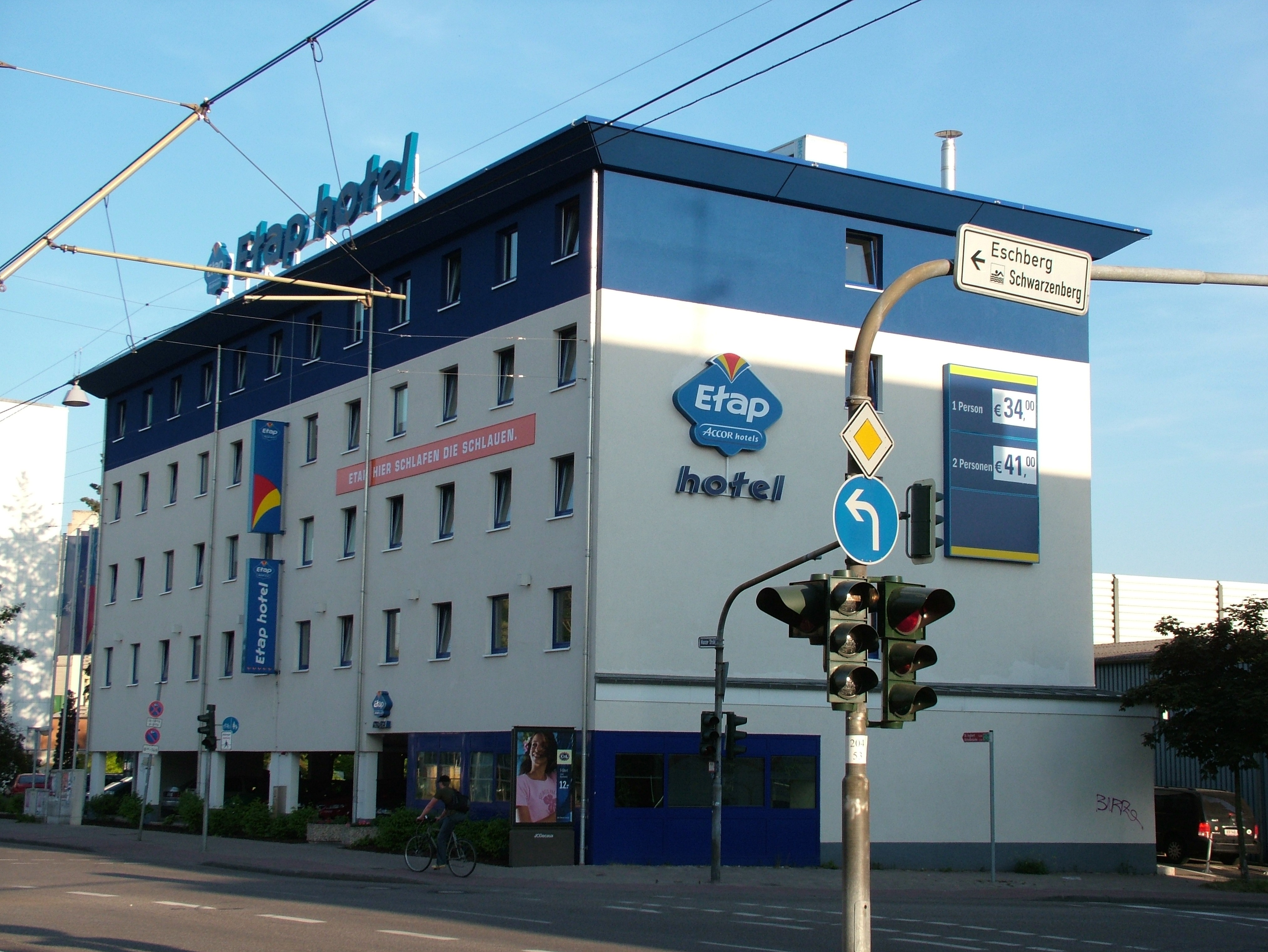
Hotel Ibis Budget w Saarbrücken

Ibis Budget (dawniej Etap) – sieć tanich hoteli o standardzie jednogwiazdkowym, należących do francuskiej grupy Accor. Liczy ponad 640 obiektów w ponad 25 krajach. Większość z nich działa na zasadzie franchisingu. W Polsce hotele Ibis Budget są zarządzane przez Grupę Hotelową Orbis, która jest także właścicielem tych obiektów (według stanu na maj 2024, jest ich 7). W portfolio grupy Accor sieć zajmuje miejsce drugiej „od dołu" pod względem standardu zakwaterowania, ale też ceny, sytuując się powyżej sieci HotelF1, ale poniżej sieci greet.

## Charakterystyka

### Położenie
Hotele Ibis Budget położone są zwykle przy ważnych szlakach tranzytowych, takich jak autostrady i główne drogi, w centrach miast lub na ich obrzeżach, ale w miejscach pozwalających na szybkie dotarcie do centrum poprzez środki komunikacji publicznej, np. metro. Hotele te w ogromnej większości posiadają własne parkingi, przy czym bywają one płatne, szczególnie w obiektach położonych bliżej centrów miast.

### Standard pokoju
Dokładny wygląd pokoju sieci Ibis budget różni się nieco w zależności od państwa. We Francji, będącej macierzystym rynkiem sieci, w pokojach znajdują się zwykle łóżka piętrowe, skonstruowane w taki sposób, iż dolna część jest łóżkiem podwójnym (małżeńskim), a górna łóżkiem pojedynczym. Goście nocujący samotnie lub w dwie osoby otrzymują niekiedy pokoje, gdzie zamiast górnego łóżka znajduje się duża półka na bagaż. Na wielu innych rynkach (m.in. w Niemczech, Austrii i Polsce) w pokojach znajdują się wyłącznie łóżka standardowe (jednopoziomowe), pojedyncze lub podwójne. Wszystkie pokoje wyposażone są w WC w postaci osobnego pomieszczenia. Posiadają także umywalkę i kabinę prysznicową, przy czym często dostęp do nich możliwy jest bezpośrednio z części mieszkalnej, a nie z WC. Pokoje są także wyposażone w niewielki stolik do pracy oraz telewizor. Od niedawna sieć oferuje także we wszystkich swoich hotelach bezpłatny dostęp do bezprzewodowego Internetu.

### Wyżywienie
Standardowa cena zakwaterowania w hotelu sieci Ibis Budget nie obejmuje jakichkolwiek posiłków. Za dopłatą możliwe jest wykupienie śniadania, które można spożyć w wydzielonej w każdym hotelu jadalni. Nie ma natomiast możliwości zjedzenia w hotelu większego posiłku, np. obiadu. Na terenie obiektów znajdują się zwykle automaty pozwalające na zakup napojów, drobnych przekąsek czy słodyczy.

### Obsługa gości
Co do zasady, meldowanie się (check-in) w hotelu jest możliwe całodobowo. W części swoich hoteli sieć utrzymuje całodobowe recepcje. W innych recepcje pracują tylko w ciągu dnia, natomiast późnym wieczorem i w nocy ich zadania przejmują specjalne automaty, gdzie gość może zapłacić za pokój i otrzymać klucz do niego, najczęściej w postaci wydruku z kodem PIN otwierającym drzwi.

## Hotele Ibis Budget w Polsce

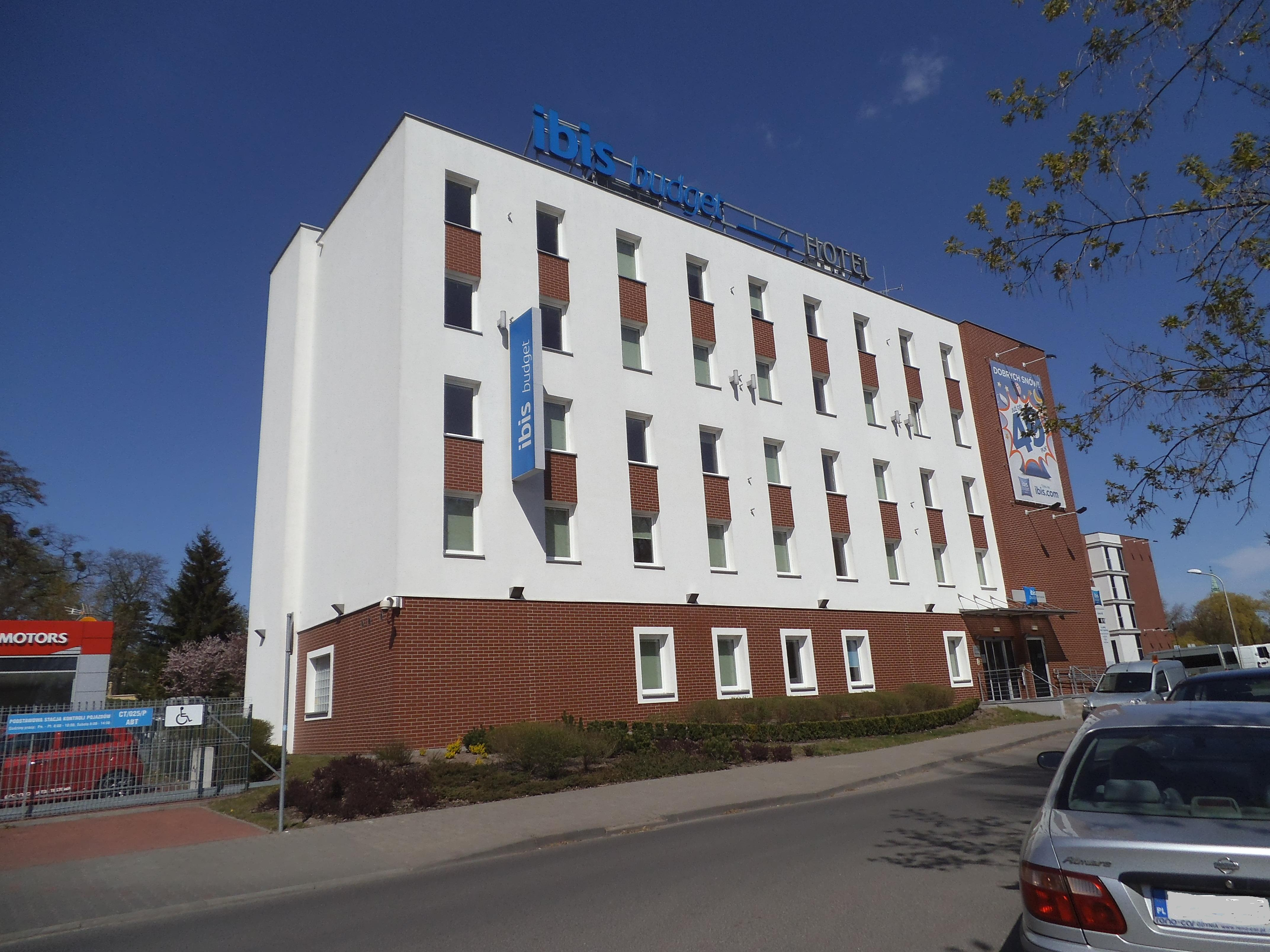
Hotel ibis budget Toruń

Do sieci w Polsce należą następujące hotele:
- Katowice – Ibis Budget Katowice Centrum (przy hotelu Novotel Centrum)
- Kraków – Ibis Budget Kraków Stare Miasto
- Warszawa – Ibis Budget Warszawa Reduta (w miejscu hotelu Orbis Vera)
- Warszawa – Ibis Budget Warszawa Centrum (w miejscu hotelu Orbis Solec)
- Wrocław – Ibis Budget Wrocław Południe
- Wrocław – Ibis Budget Wrocław Stadion (w miejscu dawnego Motelu Orbis)
- Toruń – Ibis Budget Toruń (w miejscu hotelu Orbis Kosmos)

## Dawne hotele Ibis Budget w Polsce
- Kraków – Ibis Budget Kraków Bronowice
- Szczecin – Ibis Budget Szczecin (dawny hotel Orbis Reda, zamknięty w styczniu 2022)